# Anna Benericetti
Anna Benericetti   (Brisighella, 22 de març de 1906 - Forlì, 11 de desembre de 2019) va ser una súpercentenària italiana que va viure 113 anys i 264 dies. En el moment de la seva mort, era la persona més anciana d'Itàlia, i va tenir el títol de degana d'Itàlia des del 18 de juny de 2019 fins a la seva mort.

## Biografia
Nascuda a Brisighèla (Emília-Romanya) el 22 de març de 1906, va viure a Forlì. Va passar la major part de la seva vida treballant al camp i cuidant els seus animals i la seva família. El 1928, Anna Benericetti es va casar amb Cesare Cimatti. Després de la mort de Guerina Amedei el 28 de febrer de 2019, es va convertir en la dona més anciana de la seva regió. Va tenir tres fills, 8 nets i 14 besnets i, per la seva longevitat, la Universitat de Bolonya va fer un estudi a ella i la seva família.
El 18 de juny de 2019, després de la mort de Maria Giuseppa Robucci, es va convertir en degana d'Itàlia, i el 5 d'octubre de 2019, després de la mort de Renata Bianchi, també d'Emília-Romanya (Cesena), va continuar sent l'última persona a Itàlia nascuda el 1906.
Va morir l'11 de desembre de 2019, a l'hospital de Forlì, on havia estat hospitalitzada per un refredat que havia agafat uns dies abans de morir. Va cedir el títol de degana d'Itàlia a Valesca Tanganelli, nascuda el juliol de 1907, resident a Buggiano, a la província de Pistoia, que va morir el març de 2020.